# Roberto Gutiérrez
Roberto Carlos Gutiérrez Gamboa (18 aprile 1983) è un calciatore cileno, attaccante del Cobreloa.

## Carriera

### Club
Esordisce da professionista nel 2003 con la maglia dell'Universidad Católica.

### Nazionale
Nel 2007 debutta con la Nazionale cilena.

## Palmarès

### Club

#### Competizioni nazionali
- Campionato cileno: 3

Univ. Catolica: 2010, Apertura 2016, Clausura 2016
- Copa Chile: 1

Univ. Catolica: 2011
- Supercopa de Chile: 1

Univ. Catolica: 2016